# Ablautus trifarius
Ablautus trifarius är en tvåvingeart som beskrevs av Friedrich Hermann Loew 1866. Ablautus trifarius ingår i släktet Ablautus och familjen rovflugor.
Artens utbredningsområde är Kalifornien. Inga underarter finns listade i Catalogue of Life.